# Campagne du Fezzan
Guerre civile libyenne
Batailles
- 1re Benghazi
- El Beïda
- Derna
- 1re Tripoli
- Misrata
- 1re Zaouïa
- Djebel Nefoussa (1re Dehiba
- 2e Dehiba
- Gharyan)
- 1re Brega
- 1re Ras Lanouf
- 1re Ben Jawad
- 2e Ras Lanouf
- 2e Brega
- 1re Ajdabiya
- 2e Benghazi
- 2e Ajdabiya
- 1re golfe de Syrte
- 3e Brega
- Al Jawf
- Front de Misrata (Zliten
- Tawarga
- 2e Zaouïa
- 4e Brega
- Fezzan
- Birak)
- 5e Brega
- 3e Zaouïa
- 2e Tripoli
- 2e Sebha
- 2e golfe de Syrte (Syrte)
- Offensive de Bani Walid (Tarhounah - Bani Walid)

- Intervention militaire de l’OTAN
- Opération Ellamy (Royaume-Uni)
- Opération Harmattan (France)
- Opération Odyssey Dawn (États-Unis)
- Opération Mobile (Canada)

La campagne du Fezzan est menée du 17 juillet au 27 septembre 2011 durant la guerre civile libyenne qui oppose les forces loyaliste aux forces rebelles.

## Forces en présence
Les forces de la rébellion se composaient lors de la campagne du Fezzan de membres de l'armée de libération nationale et de tribus toubous.

## Déroulement
Le 17 juillet, les troupes rebelles toubous prennent le contrôle d'Al Quatrun mais elles la quittent rapidement le 23 juillet à la suite de plusieurs attaques loyalistes sur cette ville.
Le 17 août, la rébellion gagne également du terrain dans le Sud-Ouest saharien en prenant le contrôle de la ville de Mourzouq, deuxième localité du Fezzan, constituant un nœud de communication important. Les troupes rebelles constituées de toubous s'emparent de la garnison qui contenait des véhicules militaires, des 4X4, des armes lourdes et des munitions
Plusieurs mois après les affrontements lors de la première bataille de Sebha dans la capitale du Fezzan, de nouveaux affrontements ont lieu entre les pro-Kadhafi et pro-CNT le 23 août.
Le 25 août, les rebelles toubous du CNT annoncent la prise de la localité stratégique d'al-Wigh située à proximité des frontières du Tchad et du Niger.
Le 28 août, trois combattants pro-CNT sont tués dans des combats à Sebha. Le même jour des renforts loyalistes arrivent à Sebha.
Le 4 septembre, les forces pro-CNT affirment avoir encerclé Sebha. Les pro-CNT ont lancé un ultimatum d'une semaine pour une reddition.
Le 11 septembre, après expiration de l'ultimatum, les combats reprennent entre pro-CNT et pro-Kadhafi,.
Les pro-Kadhafi opposent une forte résistance, qui bloquent les offensives des rebelles sur la ville.
Bien que les combats se poursuivent, les loyalistes ont toujours le contrôle de la ville.
Le gouvernement britannique affirme avoirs mené une série de frappes aériennes sur des cibles loyalistes dans et autour de Sebha, détruisant deux véhicules blindés et six chars,.
Le 14 septembre, le CNT déclare lancer une opération avec plus de 500 hommes sur la ville de Birak située à 50 km au nord de Sebha. Les premiers combats ont lieu dans l'enceinte de la base aérienne militaire de Birak. Le commandant de l'opération Ahamda Almagri déclare avoir capturé 2 loyaliste et que 70 loyaliste se sont enfuis après les combats.
Le 15 septembre, les rebelles entrent en ville et se battent dans des combats de rue.
Le 16 septembre, les forces rebelles déclarent avoir pris le contrôle de la ville.